# Tävelsås
Tävelsås är en tätort i Växjö kommun i Kronobergs län och kyrkby i Tävelsås socken.

## Befolkningsutveckling
| Befolkningsutvecklingen i Tävelsås 1990–2020 | Befolkningsutvecklingen i Tävelsås 1990–2020 | Befolkningsutvecklingen i Tävelsås 1990–2020 | Befolkningsutvecklingen i Tävelsås 1990–2020 | Befolkningsutvecklingen i Tävelsås 1990–2020 |
| -------------------------------------------- | -------------------------------------------- | -------------------------------------------- | -------------------------------------------- | -------------------------------------------- |
|                                              |                                              |                                              |                                              |                                              |
| År                                           |                                              |                                              | Folkmängd                                    | Areal (ha)                                   |
| 1990                                         | 1990                                         |                                              | 214                                          | 35#                                          |
| 1995                                         | 1995                                         |                                              | 207                                          | 34                                           |
| 2000                                         | 2000                                         |                                              | 208                                          | 34                                           |
| 2005                                         | 2005                                         |                                              | 219                                          | 34                                           |
| 2010                                         | 2010                                         |                                              | 225                                          | 35                                           |
| 2015                                         | 2015                                         |                                              | 351                                          | 65                                           |
| 2020                                         | 2020                                         |                                              | 364                                          | 67                                           |
| Anm.: Ny tätort 1995 # Som småort.           |                                              |                                              |                                              |                                              |

## Samhället
I orten finns Tävelsås kyrka och bredvid denna, Tävelsås skola för årskurs 1-3.